# Tureia
Tureia, également appelé Papa-kena, est un atoll situé dans l'archipel des Tuamotu en Polynésie française. Celui-ci est le chef-lieu de la commune de Tureia.

## Géographie

### Situation

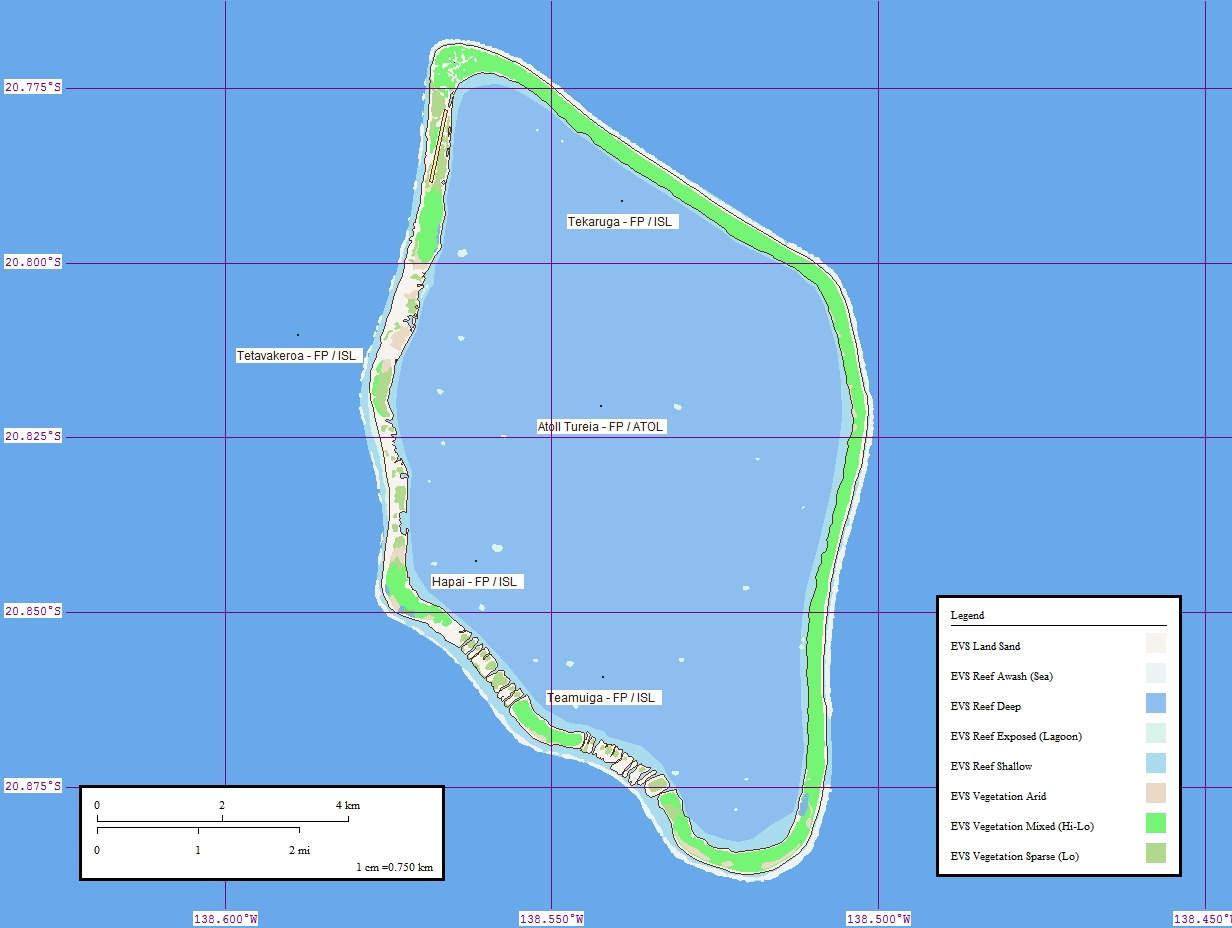
Topographie de Tureia.

L'île est située à 57 km à l'est de Vanavana, l'atoll le plus proche, à 100 km au nord de Mururoa et à 1 150 km à l'est de Tahiti. Tureia est un atoll de 15 km de longueur et 8 km de largeur maximales pour une surface émergée d'environ 8 km2. Son lagon couvre une superficie de 47 km2 sans passe de communication avec l'océan.

### Géologie
D'un point de vue géologique, l'atoll est l'excroissance corallienne (de 135 mètres) du sommet du mont volcanique sous-marin homonyme qui mesure 3 405 mètres, depuis le plancher océanique, formé il y a environ 39,3 à 39,9 millions d'années.

### Démographie
En 2017, la population totale de Tureia est de 336 personnes, principalement regroupées dans le village de Hakamaru (ou Fakamaru), situé à la pointe nord ; son évolution est la suivante :
| 2934                                                    | 2186 | 1321 | 314 | 311 | 301 | 336 |
| Sources ISPF et Gouvernement de la Polynésie française. |      |      |     |     |     |     |

## Histoire

### Découverte par les Européens
Tureia fut mentionné pour la première fois par un Européen le 19 mars 1791 lorsque le capitaine Edward Edwards l'aborde alors qu'il est à la recherche des mutins du Bounty. Edwards baptisa l’atoll du nom d'île Carysford, en l’honneur de John Proby, premier comte de Carysford. L'atoll est également visité par le navigateur britannique Frederick William Beechey le 25 janvier 1826.

### Période moderne
Au XIXe siècle, Tureia devient un territoire français peuplé alors d'environ 110 habitants autochtones vers 1850. L'atoll est alors évangélisé avec la fondation de la paroisse Notre-Dame-de-Paix en 1884 et la construction de l'église homonyme en 1930 rattachée au diocèse de Papetee.
De 1966 à 1996, Tureia accueillait un camp d'hébergement du Centre d'expérimentation du Pacifique, ainsi qu’une station météorologique dont les bâtiments sont désormais abandonnés. Les essais nucléaires français eurent lieu dans les atolls de Moruroa et Fangataufa, à une centaine de kilomètres au sud de Tureia.

## Économie
Presque toute la terre arable de Tureia est consacrée à la culture du cocotier. L’atoll dispose depuis 1985 d'un petit aérodrome avec une piste d’atterrissage longue de 900 mètres qui permet le développement de l'activité touristique. Il accueille, en moyenne, environ 120 vols et 2 500 passagers par an, dont la moitié en transit.

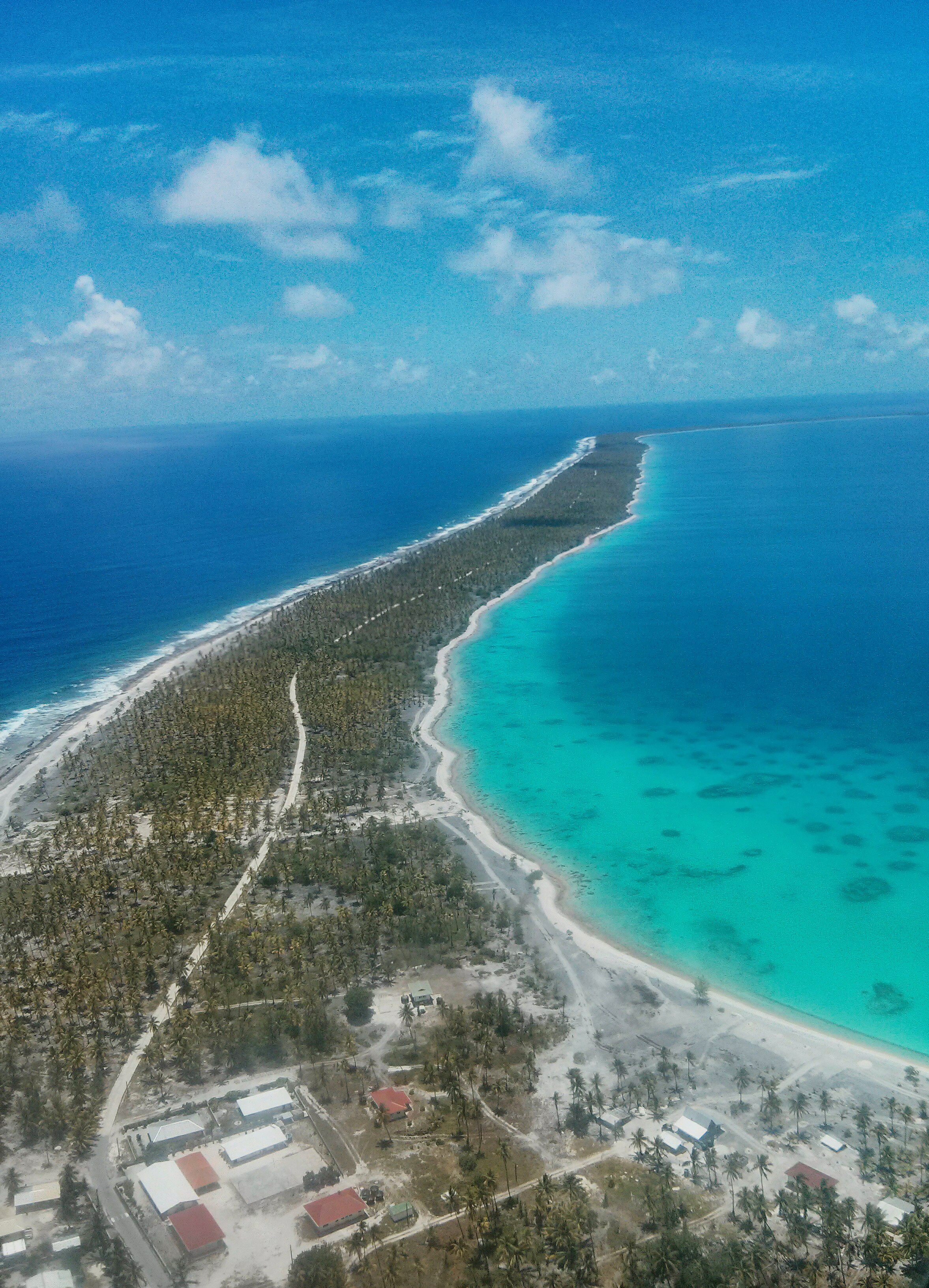
Vue de l'atoll.